# Die Glücksformel
Die Glücksformel („Formula fericirii”) este o carte scrisă de autorul german Stefan Klein. Cartea a apărut în Germania în anul 2002.

## Conținut
Autorul a consultat  în prealabil mai mulți cercetători sau experți, neurologi germani și străini cu un renume internațional. În lucrarea sa el caută să explice cum apar stările depresive și probabil cu ce metode ar putea fi evitate sau chiar combătute. Este un lucru cunoscut că în perioada modernă care trăim, datorită stresului, suprasolicitării cotidiene, a crescut numărul cazurilor de depresie. Un proces complex influențat de mediul înconjurător, educație și vârstă. Printre altele autorul amintește că noi europenii avem unul sau doi termeni care definesc sentimentul de fericire pe când popoarele asiatice au cel puțin de două ori mai mulți termeni pentru fericire. Un lucru stabilit de neurologi că una dintre cele două emisfere cerebrale este răspunzătoare de sentimentul de fericire, pe când cealaltă emisferă are rolul de control și este răspunzătoare de starea depresivă. Arealele din creier răspunzătoare de anumite sentimente ca supărare, ură sau fericire nu au granițe bine stabilite mai exact ele sunt mobile crește sau scade mărimea arealului, fenomen care depinde în măsură de ce ne preocupă. Astfel arealul de ură crește la persoanele care sunt preocupate numai de gânduri de răzbunare. Un rol important îl au și hormonii, ca de exemplu dopamina sau serotonina. O experiență interesantă s-a făcut cu un șobolan care n-a avut încă pui, după o administrare de oxitocină a devenit o mamă dragostoasă pentru alți pui de șobolani.  
În cursul evoluției speciilor, sistemul nervos central, respectiv creierul s-a dezvoltat și perfecționat, această dezvoltare a fost necesară în lupta de supraviețuire a speciei. Un animal de pradă trebuie să poată aprecia dacă este capabil, dacă are șanse de izbândă, asupra pradei sau nu, sau să renunțe dacă prada este puternică și se apără violent. În decursul evoluției și creierul uman s-a dezvoltat asemenea unui oraș, unde au rămas clădiri vechi, care împiedică într-o oarecare măsură construcțiile. Altfel și creierul uman, are reminiscențe vechi, ca de exemplu cerebelul sau bulbul rahidian care după părerea biologilor, ar fi comun cu cel al reptilelor, peste acesta s-a suprapus creierul specific mamiferelor ca de exemplu hipocampus, care ar fi răspunzător de memorie.  Așa se explică faptul că mamiferele își cresc și îngrijesc puii, pe când puii de crocodili trebuie să se ascundă pentru a nu fi devorați de proprii părinți. Al treilea și ultimul stadiu de dezvoltare al creierului este scoarța cerebrală care este specifică primatelor, care la om a atins o perfecționare maximă. Omul de azi n-ar avea nici o șansă de a supraviețui, dacă n-ar avea la dispoziție mijloacele tehnice, realizate de inteligența umană. 
Este interesantă teoria lui, că noi tot ceea ce credem, că în acel moment am hotărât noi, această hotărâre a fost luată demult în creier, fără ca noi despre acest lucru să fim conștienți. Aceasta nu înseamnă, că nu putem să controlăm pornirile noastre. Gandhi prin viața de ascet sau prin greva foamei, a dovedit lumii, că se poate lupta contra apetitului sexual sau foamei, adică contra naturii umane.